# 수회초등학교 팔봉분교
수회초등학교 팔봉분교는 충청북도 충주시 살미면 도랫말길 20 (토계리)에 있었던 분교이다.

## 연혁
- 1967.03.03 수회국민학교 팔봉분교장 개교(설립인가 2월 2일)
- 1996.03.01 수회초등학교 팔봉분교장 개칭
- 1999.02.13 제29회 졸업식(6명, 누계 329명)
- 1999.02.28 본교로 통폐합